# China Cables

Pour un article plus général, voir Camps d'internement du Xinjiang.
China Cables est une enquête coordonnée par le Consortium international des journalistes d'investigation (ICIJ), associant 250 journalistes issus de 59 médias internationaux. Publiée à partir du 24 novembre 2019, elle révèle l'existence et le fonctionnement des camps d'internement de la population ouïghoure, dans la province du Xinjiang.

## Contexte
La politique d'internement des Ouïghours est d'abord révélée dans son ampleur par le chercheur Adrian Zenz en juillet 2019,.

### Xinjiang Papers
Les Xinjiang Papers, documents internes chinois transmis au New York Times en novembre 2019, documentent la répression contre la minorité musulmane et la nature des camps,.

### China Cables
Dix-sept médias révèlent le 24 novembre 2019 l'enquête du Consortium international des journalistes d’investigation sur la politique de répression et de détention menée par l'État chinois au Xinjiang envers la population ouighoure.
La BBC, le Guardian, la Süddeutsche Zeitung, El Pais, Le Monde et les agences Associated Press et Kyodo ont été associés à l'enquête.

## Enquête

### Nature des documents
Les documents obtenus sont un ensemble de directives et d'instructions administratives de l'État et du parti chinois. Les documents, classés secrets, datent de 2017 et mentionnent le rôle majeur de Zhu Hailun, directeur de la Commission politique et légale, numéro deux du parti dans la province du Xinjiang. 
L'ICIJ indique ne pas connaître l'identité de la source ayant transmis les documents, et reconnaît les avoir reçus sans contrepartie. 
Plusieurs circulaires et directives détaillent le fonctionnement des camps d'internement, mais également la création d’une base de données de surveillance de la population. La « plate-forme intégrée des opérations conjointes » fixe les critères permettant d'interner une population nombreuse.   
Les circulaires montrent également le caractère coercitif et carcéral des camps d'internement.
En mai 2022, l'ICIJ fait état de milliers de photographies (notamment prise à l'intérieur des camps) et de documents provenant des bureaux de la police (sécurité publique) du Xinjiang. Ces documents, classifiés pour certains, confirment l'utilisation de haute-technologies de surveillance des Ouïgours et de méthodes de police prédictive, ainsi que la nature fortement militarisée des camps d'internement de masse. Datés de l'apogée du programme chinois, ces fichiers comprennent des milliers de photos d'identité de détenus et des informations personnelles sur ces derniers. Ils comprennent aussi des preuves de contrôles intrusifs et la surveillance intense d'une délégation de l'UE lors d'une inspection sur le respect des droits de l'homme dans la région en 2018.

### Analyses
Associated Press indique que Pékin inaugure ainsi une nouvelle forme de contrôle social, fondée sur la combinaison de la surveillance de masse et de l'intelligence artificielle. Pour El Pais, « Pékin, pour développer son système répressif, mise sur les technologies les plus modernes, parmi lesquelles l'interprétation des métadonnées, la surveillance des applications mobiles ou la reconnaissance faciale - et cela est particulièrement préoccupant. Si ce modèle a été testé et perfectionné dans un premier temps sur les Ouïgours, il est aisé de le transposer et de l'appliquer au reste de la population ou à un autre pays ».  
Selon le quotidien Le Monde, les documents présentent un système « d’une perversité extrême, un mélange de camp militaire et de prison secrète », dont le but est « l’endoctrinement et le lavage de cerveau jusqu’à l’aveu et à la repentance obtenus y compris au moyen de la torture ». Pour la Süddeutsche Zeitung, ces documents prouvent la nature carcérale des camps, alors que le gouvernement chinois persiste à les présenter comme des « centres de formation ».   
Selon le chercheur Adrian Zenz, la politique de surveillance et d'internement des Ouïgours est un génocide culturel,.    

## Réactions
Le gouvernement chinois qualifie les documents fondant l'enquête de « fake news ».    
Amnesty International demande au gouvernement chinois d'autoriser « des observateurs indépendants de la situation des droits humains à se rendre sans délai et sans entrave au Xinjiang », et espère des pressions accrues de la communauté internationale.    
Le gouvernement allemand condamne l'internement de la population ouïghoure : le ministre des Affaires étrangères Heiko Maas indique être préoccupé par la situation, et vouloir poursuivre le dialogue avec Pékin. La coopération de Siemens avec des entreprises chinoises impliquées dans le programme de surveillance des Ouïghours est questionnée, de même que l'activité de Volkswagen, BASF ou KfW au Xinjiang. Selon la Fondation Bertelsmann, « Berlin tente de sauvegarder le partenariat développé ces dernières décennies, et qui a été très profitable économiquement aux deux parties. Mais Berlin doit prendre conscience des enjeux que pose le commerce avec la Chine, et faire ce qu'il faut pour réduire sa dépendance ».     
La France, par la voix de son ministre des affaires étrangères, invite « la Chine, outre la fermeture des camps d’internement, à inviter la haut-commissaire aux droits de l’homme [de l’ONU, Michelle Bachelet] et les experts des procédures spéciales dans les meilleurs délais afin de rendre compte de manière impartiale de la situation ».     